# Mésigny
Mésigny – miejscowość i gmina we Francji, w regionie Owernia-Rodan-Alpy, w departamencie Górna Sabaudia.
Według danych na rok 1990 gminę zamieszkiwało 579 osób, a gęstość zaludnienia wynosiła 86 osób/km² (wśród 2880 gmin regionu Rodan-Alpy Mésigny plasuje się na 1078. miejscu pod względem liczby ludności, natomiast pod względem powierzchni na miejscu 1380.).